# María Antonia Bandrés y Elosegui
María Antonia Bandrés y Elosegui, née le 6 mars 1898 à Tolosa en Espagne, morte le 27 avril 1919 à Salamanque, est une religieuse espagnole, de la congrégation des Filles de Jésus.
Réputée pour sa sainteté, elle est béatifiée par le pape Jean-Paul II le 12 mai 1996. Elle est fêtée le 27 avril.

## Biographie
María Antonia Bandrés y Elosegui naît le 6 mars 1898 à Tolosa au Guipúzcoa, dans le pays basque espagnol,. Dès son enfance et dans sa jeunesse, elle pratique les vertus chrétiennes dans la vie de tous les jours, se tourne vers les démunis, puis s'occupe d'œuvres sociales et apostoliques auprès des ouvriers et des syndiqués, dans la banlieue de Tolosa,.
Elle entre le 8 décembre 1915 dans la congrégation des Filles de Jésus à Salamanque. Elle y prononce ses vœux religieux le 31 mai 1918,,.
La santé de sœur María Antonia se dégrade très vite. La religieuse « offre ses sans hésiter ses souffrances au Seigneur ». Elle meurt l'année suivant ses vœux, le 27 avril 1919,,,.

## Procédure en béatification
La procédure pour l'éventuelle béatification de María Antonia Bandrés y Elosegui est étudiée au niveau diocésain, puis le dossier et les actes sont transmis à Rome auprès de la Congrégation pour les causes des saints.
Elle est béatifiée par le pape Jean-Paul II le 12 mai 1996. La bienheureuse María Antonia Bandrés y Elosegui est fêtée le 27 avril,.